# Cool (Alesso)
Cool è un singolo del DJ svedese Alesso, pubblicato nel 2015 ed estratto dall'album Forever. 
Al brano ha collaborato il cantante statunitense Roy English, ex frontman del gruppo Eye Alaska.
Nella canzone inoltre è presente un sample tratto dal brano Get Outta My Way della cantante australiana Kylie Minogue.

## Tracce
- Download digitale

1. Cool (featuring Roy English) - 3:41